# Digital Millennium Copyright Act
Lire en ligne

A lire sur le site du GPO

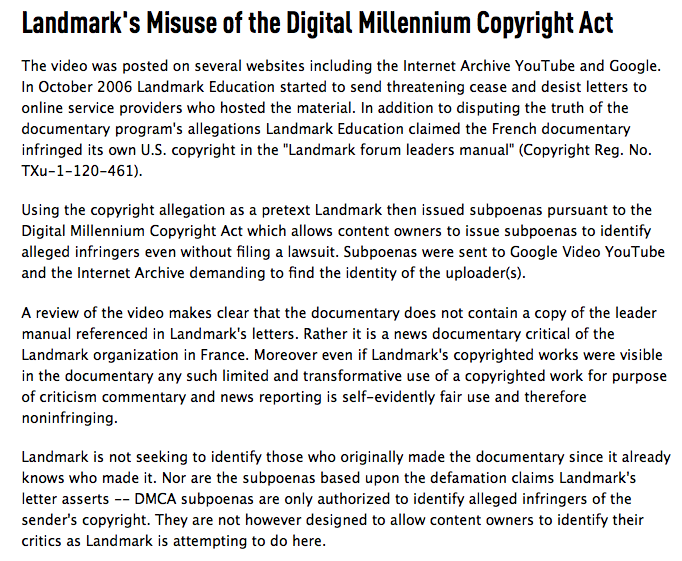

Le Digital Millennium Copyright Act (DMCA) est une loi américaine adoptée en 1998. Le but de ce texte est de fournir un moyen de lutte contre les violations du droit d'auteur. Il vise à établir une législation de la propriété intellectuelle adaptée à l'ère numérique.
Parmi les dispositions contenues dans le texte, il y a la possibilité d'interdire explicitement le contournement des techniques utilisées pour protéger les documents assujettis au droit d'auteur. Ainsi, la loi interdit le détournement d'une protection contre la copie, mais également la distribution ou la mise à disposition de procédés qui permettent ce détournement. On assiste notamment à la censure de résultats sur Google (par exemple en ce qui concerne les requêtes portant sur le logiciel de peer to peer Kazaa) et à la fermeture du site Megaupload le 19 janvier 2012. 
Aujourd'hui, de grands hébergeurs américains de sites Internet, de blogs et de forums tels que Google, MSNGroup, Blogger, Tumblr, WordPress et Yahoo! permettent de rédiger une plainte DMCA en ligne dans le but de simplifier et accélérer le dépôt. Si la plainte de l'auteur lésé est confirmée, soit les pages concernées sont retirées soit le site ayant violé les droits d'auteur est fermé.
Son équivalent européen est l'EUCD et la transcription en France est la loi DADVSI qui a été adoptée le 1er août 2006.

## Critiques
La loi est controversée. Des comités d'opposition, jugeant le texte liberticide, se sont formés, réclamant son abandon pur et simple.
Par la prohibition du contournement des mesures techniques de protection, la loi empêche la rétro-ingénierie des mesures techniques de protection et ainsi la lecture par tout matériel d'œuvres ainsi protégées, acquises de manière régulière. Ainsi, soumise à cette règle en France, l'organisation derrière le logiciel de lecture vidéo VLC a-t-elle saisi la HADOPI pour définir dans quelle mesure il lui serait possible de fournir au public une fonctionnalité de lecture des disques Blu-ray.
Parfois, les mesures techniques de protection interdisent l'utilisation d'équipements analogiques tout au long de la chaîne de diffusion, ce qui pose le problème de l'interopérabilité des œuvres achetées (voir High-bandwidth Digital Content Protection).
Parfois, des demandes faites sous le coup du DMCA se révèlent outrepasser les droits des personnes qui les émettent,.